# Caroline Hedwall
Caroline Hedwall, född 13 maj 1989 i Täby, är en svensk professionell golfspelare som representerar Österåker GK. 
2007 och 2009 vann hon Europamästerskapen för amatörer. Hon har totalt 29 segrar under karriären varav 7 som proffs på Ladies European Tour.
Hedwall började spela golf vid åtta års ålder och fortsatte spela för Oklahoma State University, USA. Hon bor i Stockholm, Sverige, är dotter till Yvonne och Claes Hedwall och har en tvillingsyster, Jacqueline, som har varit medlem i Louisiana State Universitys golflag.
Hon har representerat Europa i Solheim Cup och var med i de vinnande lagen både 2011, 2013 och 2019. 2013 blev Hedwall historisk som den första att vinna samtliga sina fem matcher i Solheim Cup.

## Meriter

### Segrar som amatör
Hedwall har vunnit cirka tjugo turneringar som amatör, varav de mest meriterande är
- 2007 European Amateur Championship
- 2008 World Amateur Championship, European Team Championship
- 2009 European Amateur Championship
- 2010 European Team Championship

### Segrar som professionell
Hedwall har hittills under karriären totalt 8 individuella turneringsvinster som professionell, samt tre lagsegrar i Solheim Cup.

#### Solheim Cup
Hedwall har tre segrar som medlem i Europas lag i Solheim Cup: 
- 2011 Solheim Cup
- 2013 Solheim Cup
- 2019 Solheim Cup

#### Segrar på Europadamtouren
Hon har vunnit totalt 5 gånger på Europadamtouren (Ladies European Tour)
- 2012 UNIQA Ladies Golf Open presented by Raiffeisen (Golfclub Föhrenwald, Österrike)
- 2011 Allianz Ladies Slovak Open (Gray Bear, Slovakien)
- 2011 Finnair Masters (Helsinki Golf Club, Finland)
- 2011 UNIQA Ladies Golf Open presented by Raiffeisen (Golfclub Föhrenwald, Österrike)
- 2011 Hero Women's Indian Open (DLF Golf & Country Club, Indien)

#### Segrar på Australiendamtouren
Hon har vunnit totalt tre gånger på Australiendamtouren (Australian Ladies Professional Golf Tour)
- 2011 Bing Lee Samsung Women's New South Wales Open[4]
- 2013 Mount Broughton Classic[5]
- 2013 Bing Lee Samsung Women's New South Wales Open[5]